# Seraphisches Liebeswerk
Das Seraphische Liebeswerk ist das Kinderhilfswerk des Kapuzinerordens.
Das Hilfswerk wurde 1889 von Cyprian Fröhlich, einem bayerischen Kapuzinerpater, zusammen mit den Vorständen des weltlichen Drittordens, Barbara Hartmann und Friedrich Kleckner, im Kapuzinerkloster in Ehrenbreitstein gegründet. Die Anregung dazu kam von Matthäus Müller, dem damaligen Direktor der „Knaben-Rettungsanstalt“ in Marienhausen und Redakteur des „Franziskusblattes“. Ziel des Vereins war es, den zahlreichen „armen und verwahrlosten Kindern“, die „religiös oder sittlich gefährdet“ waren, Unterkunft, Versorgung und Ausbildung zu bieten. Im Juli 1893 teilte sich das Liebeswerk in eine Norddeutsche und Süddeutsche Abteilung. Im selben Jahr gründete Fröhlich das „St. Franziskushaus“ in Altötting, das erste eigene Kinderheim in Süddeutschland.

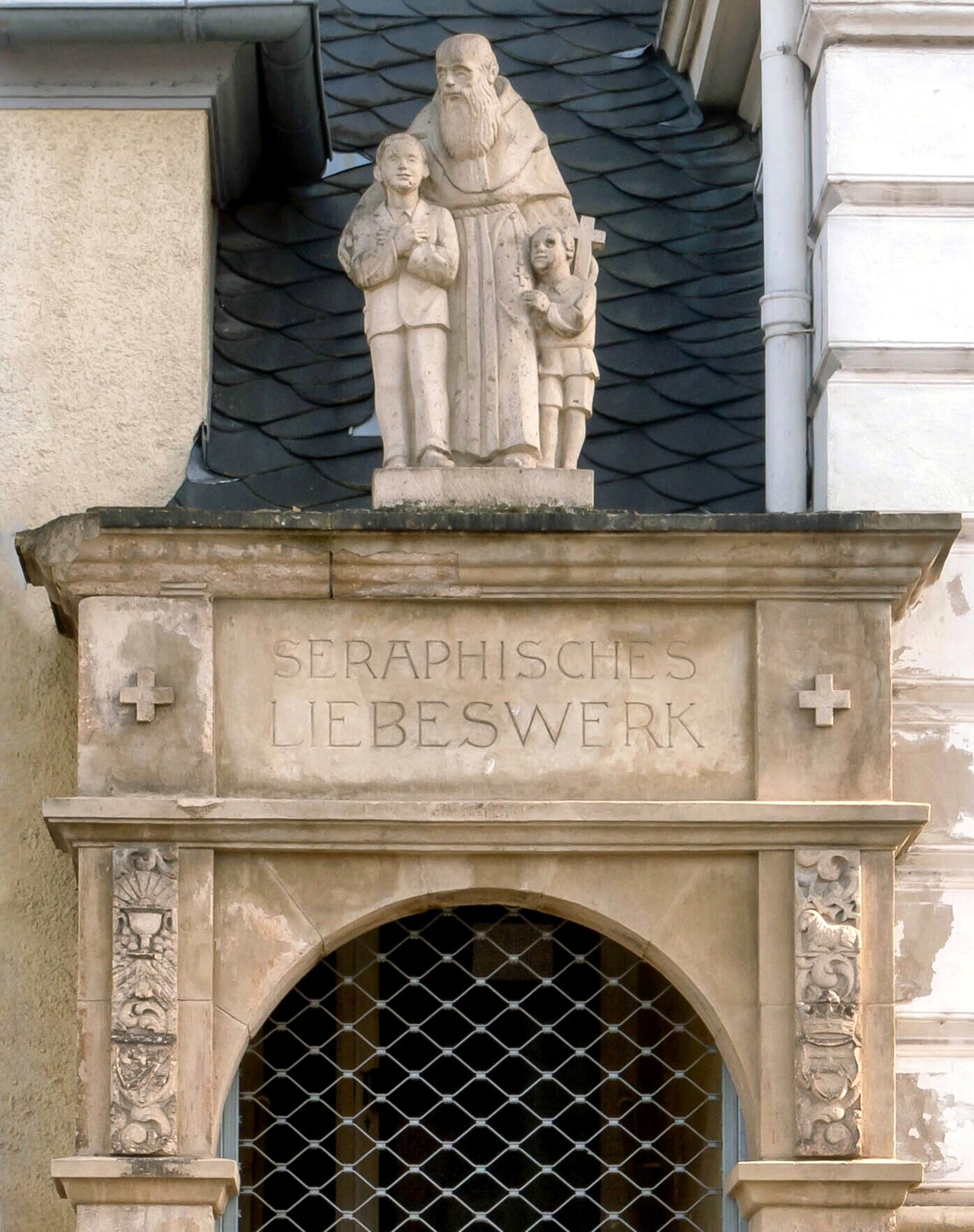
Portal zum (ehemaligen) Seraphischen Liebeswerk in Ehrenbreitstein

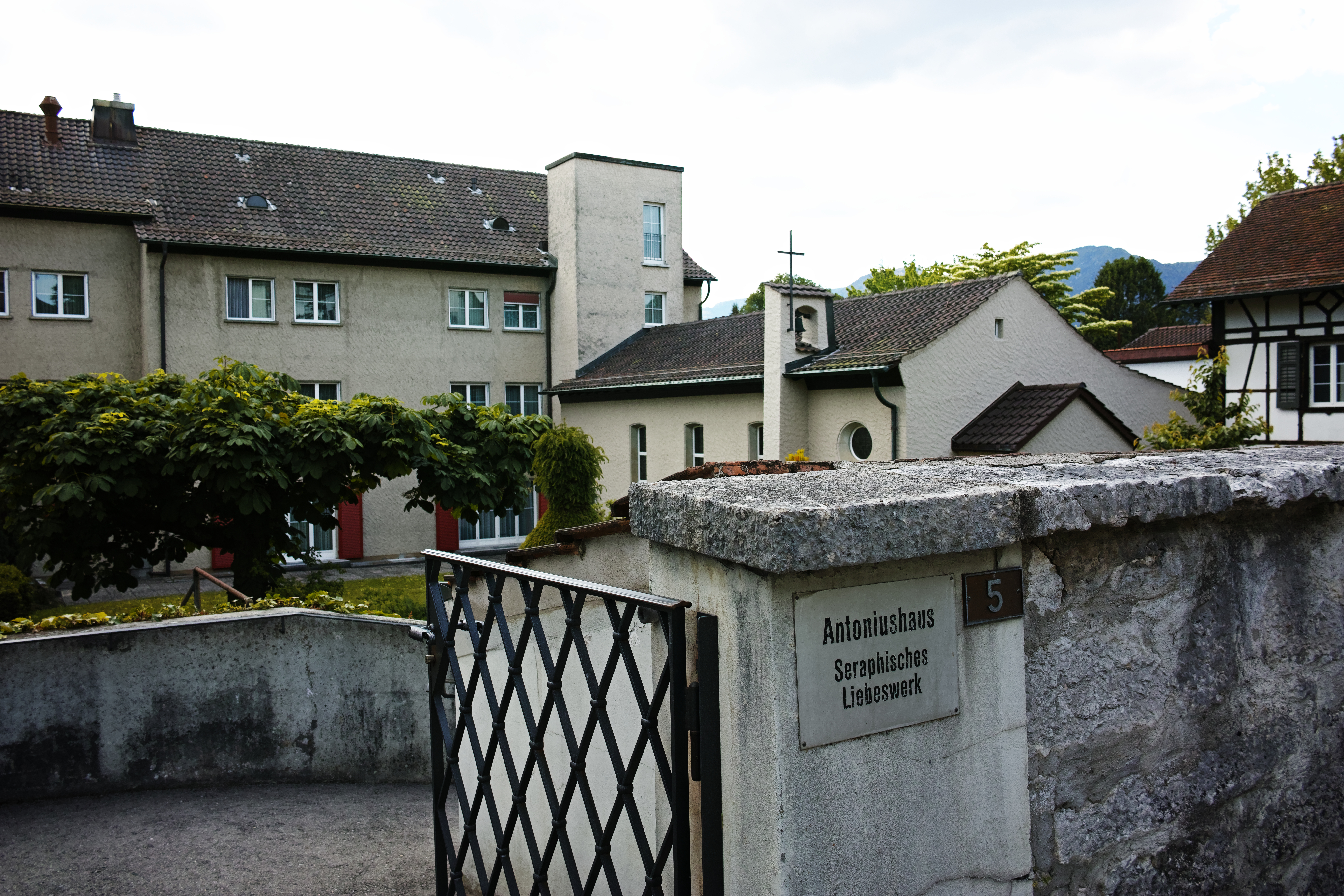
Seraphisches Liebeswerk Solothurn (Antoniushaus)

## Verbreitung
Pater Cyprian konnte bis zu seinem Tod im Jahr 1931 solche Werke in insgesamt zehn Ländern Europas und in den USA mit 41 eigenständigen Abteilungen ins Leben rufen. Heute lebt und wirkt das SLW nur noch in den deutschsprachigen Ländern weiter. Außer den beiden Abteilungen in Deutschland gibt es Liebeswerke in Südtirol, Österreich und der Schweiz:
- Stiftung Seraphisches Liebeswerk Altötting
- Seraphisches Liebeswerk Altötting e. V.
- Seraphisches Liebeswerk Koblenz
- Seraphisches Liebeswerk Meran
- slw Soziale Dienste der Kapuziner (Tirol und Salzburg)
- slw Soziale Dienste der Kapuziner, Sektion Vorarlberg und Liechtenstein
- Kinder- und Jugendhilfe St. Gallen, vormals Seraphisches Liebeswerk St. Gallen
- Stiftung Wäsmeli, vormals Seraphisches Liebeswerk Luzern
- Seraphisches Liebeswerk Solothurn
- Seraphisches Liebeswerk Wien